# Pore
Pore là một khu tự quản thuộc tỉnh Casanare, Colombia. Thủ phủ của khu tự quản Pore đóng tại Pore Khu tự quản Pore có diện tích 786 ki lô mét vuông. Đến thời điểm ngày 28 tháng 5 năm 2005, khu tự quản Pore có dân số 6490 người.